# Quảng trường Stanislas
'Quảng trường Stanislas (tiếng Pháp: Place Stanislas, hay place Stan) là một quần thể kiến trúc cổ điển ở trung tâm thành phố Nancy thuộc vùng Grand Est của Pháp. Quảng trường Stanislas, cùng với quảng trường Carrière và quảng trường Alliance, đã được UNESCO công nhận là Di sản thế giới năm 1983.

## Lịch sử

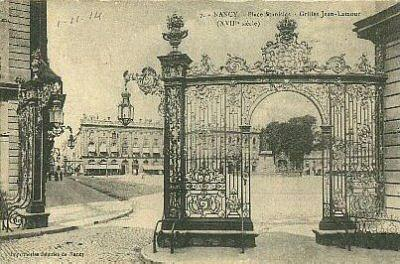
Quảng trường năm 1914

Quảng trường được xây dựng trong khoảng thời gian từ 1751 đến 1755. Đây là công trình do cựu hoàng Ba Lan Stanislas Leszczyński cho xây dựng để vinh danh con rể mình là vua Louis XV. Được coi là một quảng trường của hoàng gia (Place Royale), quảng trường bắt đầu mang tên Stanislas từ năm 1831 và có diện tích khá vuông vức (106 x 124 mét). Kiến trúc sư của công trình này là Emmanuel Héré.

## Kiến trúc
Xung quanh quảng trường có các tòa nhà chính là Hôtel de Ville (tòa thị chính), Hôtel de la Reine, pavillon Jacquet, nhà hát Opéra national de Lorraine và bảo tàng Musée des Beaux-Arts.
Quảng trường Stanislas được cải tạo lớn vào giai đoạn 2004-2005 nhân kỉ niệm 250 năm ngày ra đời.